# Macromitrium apiculatum
Macromitrium apiculatum là một loài rêu trong họ Orthotrichaceae. Loài này được (Hook.) Schwägr. mô tả khoa học đầu tiên năm 1826.